# Lamprosema lucillalis
Lamprosema lucillalis là một loài bướm đêm trong họ Crambidae.